# Alacantí
Alacantí Spanyolországban, Valencia Alicante tartományában található comarca. Alacantí Hoya de Alcoy, Baix Vinalopó, Marina Baixa és Vinalopó Mitjà comarcákkal határos. Lakosainak száma 521 244 fő (2024).

## Önkormányzatai
- Agost
- Aigües
- Alicante
- Busot
- El Campello
- Mutxamel
- Sant Joan d’Alacant
- San Vicente del Raspeig
- La Torre de les Maçanes
- Jijona